# 杜攢
杜攢（494年—538年），字寄茂，北魏、西魏官员，京兆郡杜陵县人。武功郡太守杜道進的儿子。
十八岁时初任員外散骑侍郎，后来转任太僕少卿。历任給事黃門侍郎、散騎常侍。转度支尚书。娶任城王元澄之女新丰公主为妻。出为使持節、安西将軍、岐州刺史。转任驃騎将軍、東雍州刺史，再转任東秦州刺史。534年（永熙三年）跟随魏孝武帝入关中，封刈陵县子。受号車騎大将軍。538年（大統四年）八月，在長安去世。享年四十五岁。追贈北雍州刺史，諡惠。